# Wilhelm Styrlander
Andreas Wilhelm Styrlander (i riksdagen kallad Styrlander i Sollefteå), född 14 december 1854 i Häradshammar, död 4 mars 1906 i Sollefteå, var en svensk polistjänsteman, nykterhetskämpe och politiker (liberal).
Wilhelm Styrlander, som var son till en lanthushållare, var häradsskrivare och sedan polisuppsyningsman i Sollefteå 1878–1902, samtidigt som han också drev verksamhet som sakförare. Han var också starkt engagerad i den svenska nykterhetsrörelsen och var ordenschef för Sveriges storloge av IOGT 1889–1906.
Han var riksdagsledamot i andra kammaren för Ångermanlands mellersta domsagas valkrets 1895–1905, då han på grund av sjukdom drog sig tillbaka. Han tillhörde i riksdagen Folkpartiet fram till 1899 och därefter Liberala samlingspartiet. Han var bland annat ledamot i lagutskottet 1903–1905. Som riksdagsman engagerade han sig särskilt åt alkoholpolitik.